# Dimmi quando (film)
Dimmi quando (Laggies) è un film del 2014 diretto da Lynn Shelton.
Il film, con protagonisti Keira Knightley, Chloë Grace Moretz, Sam Rockwell, Kaitlyn Dever, Jeff Garlin, Ellie Kemper e Mark Webber, è stato presentato in anteprima al Sundance Film Festival 2014 il 17 gennaio.

## Trama
Megan vive senza meta a Seattle, Washington, che ha una relazione impegnata con la sua fidanzata del liceo ed è ancora vicina ai suoi amici del liceo. Al matrimonio della sua amica Allison, il suo ragazzo propone inaspettatamente. Vede anche suo padre che tradisce sua madre.
Sconvolta e confusa, fugge e incontra Annika e le sue amiche fuori da un negozio di alimentari. Dopo aver comprato loro dell'alcol, Megan gioca con il loro skateboard. Quando le chiedono di unirsi a loro durante la loro serata fuori, lei lo fa.
Tornando a casa, il ragazzo di Megan suggerisce che invece di avere un grande matrimonio, fuggono. Lei è d'accordo, ma ritarda il matrimonio fingendo di avere un seminario di consulenza professionale di una settimana a cui partecipare.
Megan riceve una telefonata da Annika che le chiede di fingere di essere sua madre assente durante una riunione di un consulente di orientamento. Va all'incontro, poi chiede ad Annika se, in cambio, può restare a casa sua.
Annika non riesce a far entrare di nascosto Megan in casa sua, dove il padre Craig, avvocato single, interroga Megan sulla sua relazione con sua figlia. Mente dicendo che c'è un intervallo di una settimana tra la scadenza del suo contratto di locazione e il suo trasferimento in un nuovo appartamento. Craig le permette con riluttanza di restare e gradualmente inizia a fidarsi di lei. Annika chiede a Megan di accompagnarla a casa della madre separata per vederla per

## Produzione

### Pre-produzione
Prima che la Knightley venisse scelta come attrice del film, Anne Hathaway era stata contatta per la parte, ma lasciò il progetto a causa della pianificazione dei conflitti con Interstellar. Nel dicembre 2013 è stato annunciato che Dimmi quando avrebbe partecipato al Sundance Film Festival del 2014.

### Riprese
Le riprese del film iniziarono la prima settimana di giugno 2013 a Seattle. Le riprese si sono svolte in 23 località diverse in 26 giorni di riprese, e sono terminate all'inizio di luglio.

### Titolo
Lo sceneggiatore e il regista hanno spiegato che la scelta del titolo originale "Laggies" è stata una decisione complessa. Shelton ha detto di non aver mai sentito il termine prima di girare il film, ma lo sceneggiatore Andrea Seigel ha insistito sul fatto che fosse un termine comune per i fannulloni adulti. Mentre il film è stato realizzato, Shelton si è reso conto che nessuno, a parte Seigel, aveva sentito parlare di laggiù prima, ma il titolo è rimasto bloccato. Il film è stato distribuito nel Regno Unito come Say When.

## Promozione
Il 16 luglio 2014 sono usciti il primo trailer ufficiale e un poster per il teaser. Un altro trailer è uscito il 24 settembre.

## Accoglienza
Dimmi quando ha ricevuto recensioni per lo più positive. Su Rotten Tomatoes, il film ha una valutazione del 64% sulla base di 115 recensioni, con un voto medio di 6,01/10. Il consenso critico del sito web afferma: "Dimmi quando potrebbe non fare il più possibile con le sue idee, ma è supportato da una performance vincente di Keira Knightley, così come dalla direzione empatica di Lynn Shelton." Su Metacritic, il film ha una valutazione di 63 su 100 basata su recensioni di 32 critici, che indica "recensioni generalmente favorevoli."

## Riconoscimenti
- 2014 - Tacoma Film Festival
  - Local Audience Award
- 2015 - London Critics Circle Film Awards
  - Nomination Attrice britannica dell'anno a Keira Knightley